# 岩川町 (鹿児島県)
岩川町（いわがわちょう）は、鹿児島県囎唹郡にあった町。現在の曽於市の一部。

## 地理
菱田川の上流域に位置していた。

## 歴史
- 1889年（明治22年）4月1日 - 町村制の施行に伴い、東囎唹郡五十町村、中之内村の区域より岩川村が成立[2][3]。
- 1897年（明治30年）4月1日 - 所属が囎唹郡に変更[4]。
- 1924年（大正13年）4月1日 - 町制施行し岩川町となる[2][3]。
- 1949年（昭和24年）6月4日 - 昭和天皇のお召し列車が町内の岩川駅に停車。ホーム及び駅前で奉迎が行われた（昭和天皇の戦後巡幸）[5]。
- 1955年（昭和30年）1月20日 - 囎唹郡恒吉村、月野村と新設合併し、大隅町が発足[2][3]。同日岩川町廃止。